# Rétorománi

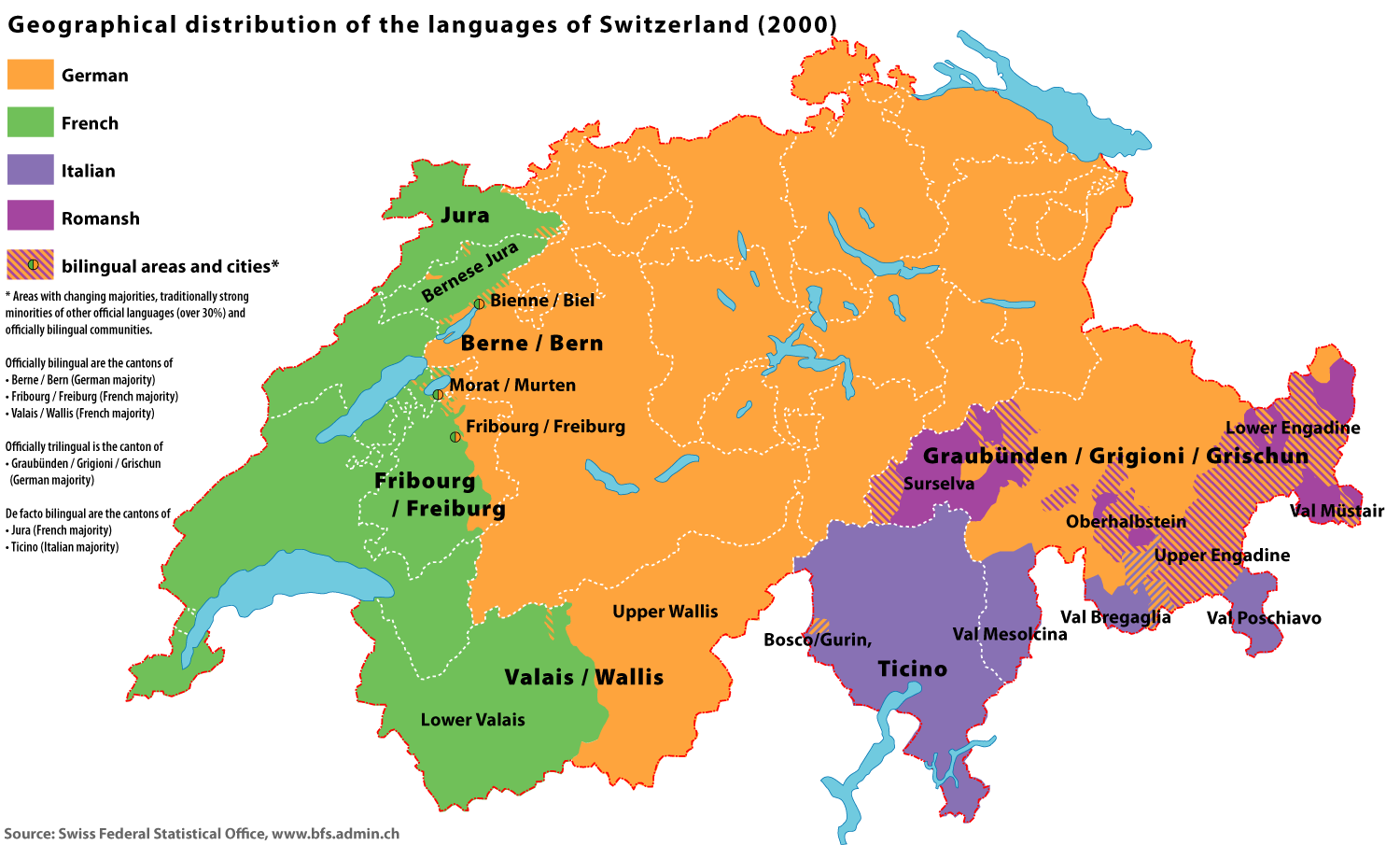
Geografické zobrazení osídlení Švýcarska podle jazyků

Rétorománi je národnostní skupina v oblasti severovýchodní Itálie (Furlani/Friulové, Ladinci) a v jihovýchodním Švýcarsku (Romanši), celkem jde asi o 500–550 tisíc osob.

## Původ
Rétorománi jsou potomky starověkých Rétů, kteří byli romanizováni začátkem našeho letopočtu. V současnosti ale postupně splývají s ostatním okolním obyvatelstvem.

## Jazyk
Rétorománi jsou bilingvní, to znamená, že mimo vlastního jazyka běžně používají další jazyk (italština, němčina). Jejich dialekty tvoří podskupinu románských jazyků. Tyrolské a švýcarské (grisonské) dialekty jsou germanizované, furlanské jsou pod silným vlivem italštiny.
Ve Švýcarsku je rétorománština od roku 1938 jedním ze státních jazyků.